# Jim Bengtsson
Jim Bengston, född 31 mars 1942, i Evanston, Illinois, är en norsk-amerikansk fotograf, bosatt i Oslo sedan 1970. Han verkade som fotoassistent inom det amerikanska försvaret och var då bland annat stationerad i Bayern 1967–1968. Åren 1969-1970 var han bildredaktör för Associated Press, och 1971 till 1975 arbetade han som textförfattare, översättare och fotograf hos reklambyrån Young & Rubicam i Norge. Därefter har han jobbat som frilansfotograf.
Bengston arbetar både i svartvitt och i färg och verkar inom en amerikansk fotografisk dokumentärtradition som kallas straight photography, där man värdesätter det icke-iscensatta motivet. Han är en etablerad konstnärliga fotograf i Norge och räknas där som en av de mer betydelsefulla.
Bengston har vunnit norska reklambranschens Gullblyant, har gett ut tre fotoböcker, haft flera separatutställningar och finns representerad vid bland annat Museum of Modern Art i New York, Smithsonian Institution, Henie Onstad Kunstsenter och Museet for samtidskunst i Oslo.